# Velika nagrada Roussillona 1949
Velika nagrada Roussillona 1949 je bila sedma dirka za Veliko nagrado v Sezoni Velikih nagrad 1949. Odvijala se je 7. maja 1949 v mestu Perpignan. 

## Rezultati

### Prijavljeni
| Št | Dirkač                        | Moštvo                | Dirkalnik         | Motor        | Šasija | Št. m. |
| -- | ----------------------------- | --------------------- | ----------------- | ------------ | ------ | ------ |
| 2  | Raymond Sommer                | Equipe Gordini        | Simca Gordini T11 | Gordini      | 0006GC | 5      |
| 4  | Juan Manuel Fangio            | Squadra Argentina     | Maserati 4CLT/48  | Maserati 4CL |        | 2      |
| 6  | Benedicto Campos              | Squadra Argentina     | Maserati 4CLT/48  | Maserati 4CL |        | 4      |
| 8  | Luigi Villoresi               | Scuderia Ambrosiana   | Maserati 4CLT/48  | Maserati 4CL |        | 3      |
| 10 | Princ Bira                    | Prince Bira           | Maserati 4CLT/48  | Maserati 4CL |        | 1      |
| 12 | Emmanuel de Graffenried       | Scuderia Enrico Platé | Maserati 4CLT/48  | Maserati 4CL |        | 8      |
| 14 | Nello Pagani                  | Scuderia Enrico Platé | Maserati 4CL      | Maserati 4CL |        | 9      |
| 16 | Maurice Trintignant           | Equipe Gordini        | Simca Gordini T15 | Gordini      | 0011GC | 6      |
| 18 | Robert Manzon                 | Equipe Gordini        | Simca Gordini T11 | Gordini      | 0004GC | 7      |
| 20 | Eugène Martin                 | Eugène Martin         | Jicey-BMW         | BMW 328      |        |        |
| 22 | Henri Louveau Francisco Godia | Henri Louveau         | Delage 3000       | Delage D6    | 880004 | 11     |
| 24 | Pierre Levegh                 | Pierre Bouillin       | Talbot Lago T26C  | Talbot 23CV  | 110005 | 10     |

### Kvalifikacije
| Poz | Št | Dirkač                  | Dirkalnik         | Čas    |
| --- | -- | ----------------------- | ----------------- | ------ |
| 1   | 10 | Princ Bira              | Maserati 4CLT/48  | 1.27.9 |
| 2   | 4  | Juan Manuel Fangio      | Maserati 4CLT/48  | 1.29.2 |
| 3   | 8  | Luigi Villoresi         | Maserati 4CLT/48  | 1.29.5 |
| 4   | 6  | Benedicto Campos        | Maserati 4CLT/48  | ?      |
| 5   | 2  | Raymond Sommer          | Simca Gordini T11 | ?      |
| 6   | 16 | Maurice Trintignant     | Simca Gordini T15 | 1.31.3 |
| 7   | 18 | Robert Manzon           | Simca Gordini T11 | 1.32.6 |
| 8   | 12 | Emmanuel de Graffenried | Maserati 4CLT/48  | 1.32.6 |
| 9   | 14 | Nello Pagani            | Maserati 4CL      | 1.34.0 |
| 10  | 24 | Pierre Levegh           | Talbot Lago T26C  | 1.35.3 |
| 11  | 22 | Henri Louveau           | Delage 3000       | 1.35.5 |

### Dirka

#### Dirka 1
| Poz | Št | Dirkač                  | Dirkalnik         | Krogi | Čas/Odstop           | Št. m. |
| --- | -- | ----------------------- | ----------------- | ----- | -------------------- | ------ |
| 1   | 4  | Juan Manuel Fangio      | Maserati 4CLT/48  | 50    | 1:17:06.8 (98.75kph) | 2      |
| 2   | 10 | Princ Bira              | Maserati 4CLT/48  | 50    | 1:17:31.9            | 1      |
| 3   | 6  | Benedicto Campos        | Maserati 4CLT/48  | 49    | +1 krog              | 4      |
| 4   | 12 | Emmanuel de Graffenried | Maserati 4CLT/48  | 49    | +1 krog              | 8      |
| 5   | 18 | Robert Manzon           | Simca Gordini T11 | 49    | +1 krog              | 7      |
| 6   | 14 | Nello Pagani            | Maserati 4CL      | 48    | +2 kroga             | 9      |
| 7   | 24 | Pierre Levegh           | Talbot Lago T26C  | 46    | +4 krogi             | 10     |
| 8   | 16 | Maurice Trintignant     | Simca Gordini T15 | 45    | +5 krogov            | 6      |
| 9   | 8  | Luigi Villoresi         | Maserati 4CLT/48  | 45    | +5 krogov            | 3      |
| 10  | 22 | Henri Louveau           | Delage 3000       | 44    | +6 krogov            | 11     |
| Ods | 2  | Raymond Sommer          | Simca Gordini T11 | 2     | Trčenje              | 5      |

- Najboljši štartni položaj: Princ Bira - 1.27.9
- Najhitrejši krog: Juan Manuel Fangio - 1:29.2

#### Dirka 2
| Poz | Št | Dirkač                        | Dirkalnik         | Krogi | Čas/Odstop           | Št. m. |
| --- | -- | ----------------------------- | ----------------- | ----- | -------------------- | ------ |
| 1   | 10 | Princ Bira                    | Maserati 4CLT/48  | 50    | 1:16:09.4 (99.36kph) | 2      |
| 2   | 4  | Juan Manuel Fangio            | Maserati 4CLT/48  | 50    | 1:16:09.9            | 1      |
| 3   | 8  | Luigi Villoresi               | Maserati 4CLT/48  | 50    | 1:17:14.1            | 9      |
| 4   | 6  | Benedicto Campos              | Maserati 4CLT/48  | 49    | +1 krog              | 3      |
| 5   | 12 | Emmanuel de Graffenried       | Maserati 4CLT/48  | 48    | +2 kroga             | 4      |
| 6   | 24 | Pierre Levegh                 | Talbot Lago T26C  | 47    | +3 krogi             | 7      |
| 7   | 16 | Maurice Trintignant           | Simca Gordini T15 | 46    | +4 krogi             | 8      |
| 8   | 14 | Nello Pagani                  | Maserati 4CL      | 46    | +4 krogi             | 6      |
| 9   | 22 | Henri Louveau Francisco Godia | Delage 3000       | 44    | +6 krogov            | 10 -   |
| Ods | 18 | Robert Manzon                 | Simca Gordini T11 | 24    |                      | 5      |

- Najboljši štartni položaj: Juan Manuel Fangio (kot zmagovalec prve dirke)
- Najhitrejši krog: Prince Bira - 1:27.3

#### Skupaj
| Poz | Št | Dirkač                        | Dirkalnik         | Krogi | Čas/Odstop           |
| --- | -- | ----------------------------- | ----------------- | ----- | -------------------- |
| 1   | 4  | Juan Manuel Fangio            | Maserati 4CLT/48  | 100   | 2.33'16.7 (99.36kph) |
| 2   | 10 | Princ Bira                    | Maserati 4CLT/48  | 100   | 2.33'41.3            |
| 3   | 6  | Benedicto Campos              | Maserati 4CLT/48  | 98    | +2 kroga             |
| 4   | 12 | Emmanuel de Graffenried       | Maserati 4CLT/48  | 97    | +3 krogi             |
| 5   | 14 | Nello Pagani                  | Maserati 4CL      | 94    | +6 krogov            |
| 6   | 8  | Luigi Villoresi               | Maserati 4CLT/48  | 93    | +7 krogov            |
| 7   | 24 | Pierre Levegh                 | Talbot Lago T26C  | 93    | +7 krogov            |
| 8   | 16 | Maurice Trintignant           | Simca Gordini T15 | 91    | +9 krogov            |
| 9   | 22 | Henri Louveau Francisco Godia | Delage 3000       | 88    | +12 krogov           |
| Ods | 18 | Robert Manzon                 | Simca Gordini T11 | 73    |                      |
| Ods | 2  | Raymond Sommer                | Simca Gordini T11 | 2     | Trčenje              |